# L'armata tradita
L' armata tradita è un romanzo dello scrittore tedesco Heinrich Gerlach; racconta in forma romanzata la battaglia di Stalingrado alla quale l'autore partecipò come ufficiale dello stato maggiore di una divisione della Wehrmacht.

## Trama
Il tenente Breuer è addetto alle informazioni militari presso una divisione corazzata nel settore nord del fronte di Stalingrado, nel novembre 1942. L'offensiva tedesca è arrivata fino al Volga ed è opinione dei comandi che l'esercito sovietico sia virtualmente battuto. Tuttavia il comando degli alleati rumeni, che tengono un settore di fronte a ridosso del Volga, teme che i russi stiano preparando un'offensiva data la concentrazione di unità oltre il fiume.
Improvvisamente all'alba del 19 novembre i sovietici scatenano un'offensiva con unità corazzate che travolge la prima linea del corpo di spedizione rumeno. Anche i tedeschi sono costretti a indietreggiare, però l'ordine di Berlino è di ritirare verso est, riattraversando il fiume Don in direzione di Stalingrado. In questo modo però la VI armata viene assediata in una sacca intorno alla città. Il generale von Seydlitz scrive al comando del Gruppo di eserciti chiedendo il permesso di rompere l'accerchiamento dall'interno, ma la richiesta non viene trasmessa a Hitler; l'ordine è di non arretrare dalla punta più avanzata dell'invasione, la città di Stalingrado appunto. 300.000 combattenti organizzati in 22 divisioni rimangono tagliati fuori dal resto dell'esercito.
La situazione all'interno della sacca di Stalingrado si deteriora lentamente. L'inverno avanza, le condizioni meteorologiche si fanno proibitive. Hitler autorizza un tentativo di spezzare l'accerchiamento allo scopo di rifornire le truppe assediate, ma non permette il ripiegamento da una posizione insostenibile. I soldati assediati poco per volta perdono fiducia di tornare a casa per Natale, il ponte aereo per rifornimenti dovrebbe portare almeno 600 tonnellate al giorno ma non riesce a consegnarne neppure la metà.
Nella sacca assediata va in scena la tragedia attraverso le vicende dei personaggi: il colonnello von Hermann, comandante di divisione, viene a sapere della morte del figlio aviatore durante un atterraggio per portare rifornimenti. L'autista Lakosch, figlio di socialisti, si rende conto di avere sbagliato tutto quando ha deciso di seguire i nazisti. Il tenente Wiese oramai critica apertamente Hitler, nel quale tutti gli altri ancora confidano per essere liberati dall'accerchiamento. Breuer si unisce a un gruppo che presidia un fatiscente ospedale pieno di feriti.
A mano a mano che il mese di gennaio avanza e il cerchio si stringe intorno all'armata, le illusioni che un'offensiva riesca a liberarli, come promesso da Hitler, vengono progressivamente meno. Gli uomini muoiono di fame, chi non è in grado di combattere viene letteralmente abbandonato al suo destino. Gli ordini sono di difendersi fino all'ultimo uomo e il comandante supremo Paulus non ha il coraggio di trasgredire. Ferito a un occhio, Breuer crede di essere evacuato per via aerea, ma la concorrenza per salire sui pochi mezzi che ancora volano è agguerritissima. Si rassegnerà come gli altri a attendere l'arrivo dei russi, finché i comandanti a uno a uno si convincono della necessità di negoziare la resa dei reparti.

## Critica
Tutti i fatti raccontati nel romanzo di Gerlach sono strettamente aderenti alla verità storica, malgrado vengano attribuiti a circostanze e personaggi diversi.
Gerlach scrisse il romanzo durante la prigionia in Unione Sovietica. Egli fu uno dei pochi combattenti tedeschi sopravvissuti, circa 5.000 su un totale di 300.000. Dopo essersi unito al Nationalkomitee Freies Deutschland (NKFD), organizzazione antinazista reclutata fra i prigionieri di guerra, Gerlach fu arrestato alla resa della Germania; il manoscritto del romanzo fu sequestrato nel 1949 dal Ministero degli affari interni (MVD). Tornato in libertà nel 1950, Gerlach riscrisse il romanzo grazie a un programma di ipnosi finanziato dall'editore. Dopo cinque anni di lavoro, il romanzo fu pubblicato nel 1957.

## Edizioni
- Heinrich Gerlach, L’armata tradita, traduzione di Mario Merlini, Garzanti, 1960.
- Heinrich Gerlach, L’armata tradita, Rizzoli, 1999, ISBN 978-88-17-11931-3.